# Advanced Configuration and Power Interface
ACPI, (engelska: Advanced Configuration & Power Interface, "avancerat konfigurerings- och effektgränssnitt") är en standard för hantering av strömbesparande funktioner och konfiguration i PC-datorer. Den bestämmer hur processorer, chipset, anslutna hårdvaruenheter och mjukvara skall samarbeta för att bland annat: 
- Förbättra energisnålhet när en komponent inte är i driftläge.
- Förlänga batterilivstiden hos bärbara datorer.
- Göra start och stopp så snabba som möjligt.

Operationerna som behövs för att aktivera olika funktioner körs av operativsystemet, men beskrivs på ett standardiserat sätt i datorns inbyggda programvara ("BIOS"). För att funktionerna skall fungera måste också all hårdvara stöda ACPI-funktionaliteten. Detta är ett problem, då standarden är komplicerad och mycket hårdvara påstår sig följa standarden, men inte helt gör det. Följden är ofta att någon del av datorn inte längre fungerar korrekt efter att maskinen återvänder från strömsparläge.
Standarden utvecklades av Hewlett-Packard, Intel, Microsoft, Phoenix och Toshiba, och har gått igenom flera revideringar. Den första versionen publicerades i december 1996. Version 2.0 publicerades 2000, varvid stöd infördes för 64 bitars adresser och datorer med flera centralprocessorer. December 2011 var den senaste versionen 5.0.
ACPI ersätter den tidigare standarden APM ("Advanced Power Management"), där strömsparfunktionerna sköttes direkt av inbyggd programvara.